# Chu Ťia
Chu Ťia (25. července 1973 Peking) je známý čínský disident a aktivista upozorňující na porušování lidských práv a ničení životního prostředí v Číně. Za svou činnost byl v říjnu 2008 oceněn Sacharovovou cenou.

## Život
V roce 2000 Chu Ťia zanechal studia na Pekingské univerzitě a začal se věnovat upozorňování na porušování práv rolníků a nemocných AIDS.
Od 17. února 2006 do března 2007 byl držen v domácím vězení ve svém pekingském bytě. Byl hlídán 24 hodin denně policisty v civilu, kteří mu neumožnili opustit byt a současně sledovali jeho ženu. Z tohoto období pochází dokumentární film Prisoners in Freedom City, který zaznamenává průběh sledování.
Byl také kritikem přípravy olympiády v Pekingu, kterou měli připravovat lidé mající na svědomí potlačování lidských práv. Před začátkem olympiády byl v prosinci 2007 zatčen a následně v dubnu 2008 odsouzen „za protistátní činnost“ na tři a půl roku vězení. Jeho manželka Ceng Ťin-jen (*1983), disidentka a známá čínská blogerka, s dcerou jsou drženy v domácím vězení.

## Ocenění
- V dubnu 2008 byl městskou radou jmenován čestným občanem Paříže.
- V říjnu 2008 mu byla Evropským parlamentem udělena Sacharovova cena určená osobnostem, které se zaslouží o svobodu projevu a smýšlení. Parlament schválil již v lednu 2008 rezoluci, ve které žádá propuštění Chu Ťia z domácího vězení. Podle čínských úřadů toto ocenění poškodí vztahy mezi Čínou a EU.
- Chu Ťia byl v roce 2008 jedním ze 197 nominovaných na Nobelovu cenu míru.